# アゼリアモール

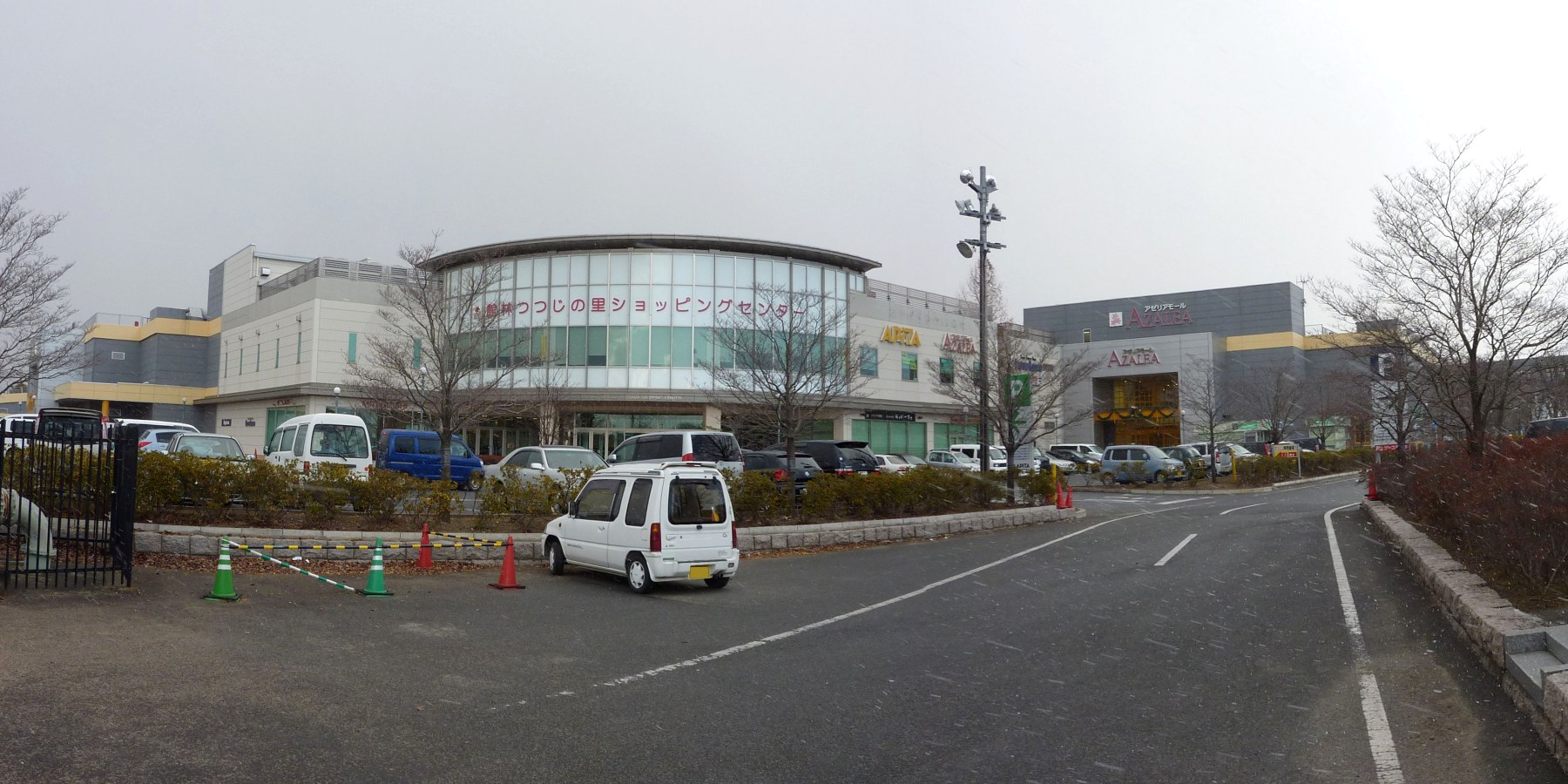
アピタ入居時代（2009年（平成21年）12月）

アゼリアモール（英：Azalea Mall）は、群馬県館林市に所在するショッピングセンターである。

## 概要
館林市の中心、館林駅から東へ4.5キロメートル、城沼のほとりに位置し、館林市民の憩いの場となっているつつじが岡公園にもほど近い。店舗北側には善導寺がある。
敷地面積5万9,333平方メートル、延床面積4万2,529平方メートル、店舗面積は3万2,063平方メートルで、館林市最大の商業施設である。都市計画道路「東部環状線」の開通により市街地からのアクセスも良い。商圏とする半径3キロメートル圏内には、2017年時点で世帯数9,700、人口2万4,500人が暮らしている。ボリュームゾーンは40代前半で、それに60代後半以上の高齢者が次ぐ。デベロッパー（建物所有者）は東毛リゾート開発株式会社。
建物はA館とB館に分かれ、1 - 2階を店舗スペースとし、2階同士を渡り廊下で接続している。A館にはキーテナントとなるスーパーマーケット「ヤオコー館林アゼリアモール店」を始め、百貨店「三越」、ファッション、ブランド、ドラッグストア、フードコート、インフォメーションカウンター、多目的ホールの「アゼリアホール」、銀行ATM（群馬銀行・館林信用金庫・ゆうちょ銀行）などを設置。B館にはホームセンター「ケーヨーデイツー館林アゼリアモール店」、自動車修理店「原宿カーネット」などが入居している。テナント数は100。営業時間は各フロア・店舗ごとに異なる。詳細は公式ウェブサイトを参照。

## 歴史
1996年（平成8年）に、「館林つつじの里ショッピングセンター」として開業。当初から、A館の1階から2階にかけてユニーが運営する「アピタ館林店」をキーテナントとしていたが、ユニーの構造改革を遠因に2017年（平成29年）6月18日に閉店。一方、B館ではケーズデンキが店舗を構えていたが（当初はホームセンターのゲット）、契約満了に伴う同社佐野店（佐野市）への集約により、8月21日付けで退店した。
2017年（平成29年）にアピタが撤退したことに伴い、食料品スーパー「ヤオコー」をキーテナントとした現在の形へと改装した。A館1階にヤオコー館林アゼリアモール店を誘致し、同年10月20日にオープン。2階の跡フロアにはRight-onなど。11月22日にはB館にケーヨーデイツーがオープンし、同日を以て新しいアゼリアモールがグランドオープンとなった。

## 交通アクセス
公共交通機関
東武伊勢崎線・館林駅もしくは東武日光線・板倉東洋大前駅より広域公共路線バス「館林・板倉線」（つゝじ観光バス）に乗車し十数分ないし20分間、バス停「アゼリアモール前」にて下車。
自家用自動車
館林インターチェンジを下りたのち、国道354号「羽附」交差点より群馬県道362号山王赤生田線を北上。1,500台駐車可能な駐車場がある。

## 防災
当モールは洪水時の避難所として指定されており、有事の際は館林市市民のみならず、隣接する邑楽郡板倉町の住民も受け入れる。館林市が200年に1度の大雨を想定して作成した洪水時ハザードマップによると、利根川の堤防が決壊することにより当モール周辺は2メートル以上5メートル未満の高さまで浸水することが予想されていることから、2階以上へ避難することが必要である。